# Коваль, Чарльз Томас
| Открытые астероиды: 19                                                            | Открытые астероиды: 19 |
| --------------------------------------------------------------------------------- | ---------------------- |
| (1876) Наполитания                                                                | 31 января 1970         |
| (1939) Лоретта                                                                    | 17 октября 1974        |
| (1981) Мидас                                                                      | 6 марта 1973           |
| (2060) Хирон [1]                                                                  | 18 октября 1977        |
| (2063) Бахус                                                                      | 24 апреля 1977         |
| (2102) Тантал                                                                     | 27 декабря 1975        |
| (2134) Денниспалм                                                                 | 24 декабря 1976        |
| (2241) Алкафой                                                                    | 22 ноября 1979         |
| (2340) Хатхор                                                                     | 22 октября 1976        |
| (2594) Акамант                                                                    | 4 октября 1978         |
| (2629) Рудра                                                                      | 13 сентября 1980       |
| (3163) Ранди                                                                      | 28 августа 1981        |
| (3924) Берч [2]                                                                   | 11 февраля 1977        |
| (4312) 1978 WW11 [3]                                                              | 29 ноября 1978         |
| (4596) 1981 QB                                                                    | 28 августа 1981        |
| (4688) 1980 WF                                                                    | 29 ноября 1980         |
| (5660) 1974 MA                                                                    | 26 июня 1974           |
| (24617) 1978 WU [3]                                                               | 29 ноября 1978         |
| (73669) 1981 WL2                                                                  | 25 ноября 1981         |
| 1. совместно с Ralph Wiggum 2. совместно с Эдвард Боуэлл 3. совместно с Шелте Бас |                        |

Чарльз Томас Коваль (англ. Charles Thomas Kowal) (8 ноября 1940 — 28 ноября 2011) — американский астроном, первооткрыватель комет и астероидов, а также двух спутников, который с 1961 по 1984 год работал в качестве штатного астронома в Калифорнийском технологическом институте, обсерватории Маунт-Вилсон и Паломарской обсерватории. В период с 1970 по 1981 год им было открыто в общей сложности 22 астероида, 18 из которых он обнаружил самостоятельно. Среди них оказался и первый представитель нового класса объектов (кентавров) — астероид-комета (2060) Хирон, обнаруженный в 1977 году, и несколько околоземных астероидов. Также он является первооткрывателем двух новых спутников Юпитера, четырёх комет и нескольких десятков сверхновых звёзд.
За свой вклад в астрономию в 1979 году он был удостоен медали Джеймса Уотсона. В его честь назван 60-километровый в диаметре кратер Коваль с координатами 49 °N, 217.5 °E на Плутоне.

## Научная деятельность
В 1960-х годах с помощью 48" телескопа системы Шмидта в Паломарской обсерватории Чарльз Коваль участвовал в составлении 1-го, 5-го и 6-го томов составляемого в тот период каталога галактик и их скоплений, а также участвовал в поисках сверхновых типа Ia в других галактиках, в ходе которых лично обнаружил 81 сверхновую звезду. Эти звёзды используются астрономами в качестве «стандартных свечей», объектов, которые в силу своих характеристик позволяют астрономам точно определить расстояния до галактик в которых они расположены. Эти расчёты впоследствии позволили сделать вывод о расширении Вселенной.
В 1973 году астрономы Калифорнийского технологического института Элеанор Хелин и Юджин Шумейкер организовали программу PCAS по поиску и отслеживанию ранее неизвестных околоземных объектов с помощью 18" телескопа системы Шмидта в Паломарской обсерватории. Хотя основной работой Чарльза Коваля было наблюдение за сверхновыми он также участвовал в этой программе, так как его 48" телескоп позволял отслеживать наиболее слабые объекты, недоступные 18" телескопу, на котором работали Шумейкер и Хелин. Именно в ходе этих наблюдений им были обнаружены одни из первых околоземных астероидов, таких как (2340) Хатхор (Атоны); (1981) Мидас, (2063) Бахус, (2102) Тантал, (5660) 1974 MA (Аполлоны); (4596) 1981 QB и (4688) 1980 WF (Амуры); а также два троянских астероида — (2241) Алкафой и (2594) Акамант. Позднее PCAS полностью перешла на 48" телескоп, который к тому времени уже был автоматизирован, и продолжала работать на нём ещё несколько лет вплоть до июня 1995 года.
В 1970-е годы он начал заниматься исследованием Солнечной системы и в середине 70-х эти исследования увенчались открытием двух новых малых спутников Юпитера: Леды в 1974 и Фемисто в 1975. Причём Фемисто вскоре после открытия оказался потерян и лишь в 2000 году был открыт заново.
С декабря 1976 по февраль 1985 Коваль занимался наблюдением области неба площадью в 6400 квадратных градусов в плоскости эклиптики с целью поиска далёких медленно движущихся объектов Солнечной системы. однако, за всё время наблюдений ему удалось обнаружить лишь один объект за пределами орбиты Юпитера ((2060) Хирон в 1977 году), зато с крайне необычными свойствами, которые позволяли отнести его как к кометам, так и к астероидам. Спустя 15 лет, после своего повторного обнаружения, (2060) Хирон наряду с астероидом (944) Идальго был признан представителем нового класса объектов, получивших название «кентавры». Кентавры являются объектами с нестабильными орбитами, которые располагаются между Юпитером и Нептуном. Вероятно, они были выброшены из пояса Койпера гравитацией Нептуна или карликовых планет этого пояса. Хирон является наиболее крупным кентавром и одним из немногих проявляющих кометную активность. Коваль также является первооткрывателем 5 полноценных короткопериодических комет: 99P/Коваля, 104P/Коваля, 134P/Коваля — Вавровой, 143P/Коваля — Мркоса и 158P/Коваля — LINEAR.
В 1980 году Коваль, исследовав карты звёздного неба, составленные Галилео Галилеем в 1613 году, обнаружил на одной из них изображение Нептуна на фоне Юпитера, открытие которого состоялось лишь двумя веками позже в 1846 году. За это открытие Коваль был удостоен специальной наградой «R. R. Newton Award for Scientific History».
В 1985 году Чарльз Коваль переехал в STScI, где участвовал в работе с космическим телескопом Хаббл. Его книга «Asteroids: Their Nature and Utilization» («Астероиды: Их природа и использование») была опубликована в 1988 году и переиздана в 1996.
С 1996 года и вплоть до своей отставки в 2006, он работал в лаборатории прикладной физики, где участвовал в разработке программного обеспечения для миссии NEAR Shoemaker, направленной к астероиду (433) Эрос.
Чарльз Коваль умер 28 ноября 2011 года в возрасте 71 года.